# 加計隅屋
加計隅屋（かけすみや）は、安芸国山県郡加計村、現在の広島県山県郡安芸太田町加計を拠点とした商家・地主。屋号が隅屋。当主の通名（名跡）は八右衛門、本姓は佐々木氏、名字は明治時代以降現在まで加計を名乗る。
江戸時代においては前綿屋田部長右衛門・可部屋桜井三郎右衛門・湯ノ廻屋絲原武太郎の奥出雲御三家とともに中国地方を代表するたたら製鉄の鉄師であり、最盛期は西日本最大手の製鉄業者だったとも言われている。

## 沿革
『国郡志御編集ニ付下調べ書出帳』や隅屋の家伝『加計万乗』によると、祖先は隠岐守護佐々木氏にあるという。佐々木清高の子に富貴丸五郎という人物がいて元弘3年/正慶2年（1333年）佐々木氏が没落した際に家臣2人に守られ隠岐を脱出し、出雲・石見・周防と移り、最終的には安芸加計村香草に土着したという。
まず農耕し加計村の地を切り開いた。のち佐々木久盛・正信親子が寺尾山（寺尾千軒）で銀を掘り当てたものの坑内の出水が酷くなったため一時辞めたものの元和・寛永年間（1615年-1645年）に排水に成功したため再開し銀をかなりの量掘り出したが、再び出水のため銀の採掘は諦めた。同じ頃になる寛永年間（1625年-1645年）から鉄山の経営を始める。慶安4年（1651年）久盛・正信親子は加計村香草から同村本郷へ移り銀鉱で得た資本を元に町を作り、万治3年（1660年）加計市町割に際し新町二軒口を買い取って居を置き屋号を「隅屋」とした。これが鉄師隅屋八右衛門の誕生となる。
当初は広島藩内の一鉄師に過ぎなかったが時代が進むに連れ勢力を拡大し、のち藩の鉄師取締役を務めるまでになった。安芸国北部から石見国にかけて広い範囲で鉄山を開発、できた鉄は広島城下から大阪へ運んでいった。また加計村庄屋を始め年寄・社倉支配役・割庄屋役・紙楮支配役などの山県郡内の重役を務め、郡における重鎮となった。寛政2年（1790年）「他所向苗字永々御免」、文化11年（1814年）「苗字帯刀御免」を広島藩から許され、佐々木を名乗る。江戸後期に書かれた『芸藩通志』の中では佐々木家（隅屋）をこう書かれている。
佐々木家（隅屋）としての最盛期は19世紀前半の文化文政時代の頃で、その時点で鈩2ヶ所（たたら場、いわゆる製鉄所）・鍛冶屋11軒（精錬所）、出店を広島城下と大阪に1軒づつ持つほか、大阪通船2艘・川船18艘・牛48匹・馬487匹、酒造所4ヶ所、土蔵36ヶ所、家僮2,103人（使用人）、借家竃489竃（鈩や鍛冶屋に勤める者の家）を所有し、巨大鉄師であり酒造や地主として農業林業も多角経営していた商家であった。鉄山は江戸期を通して最大で25開発した。その経済力から広島・浜田・津和野の3藩に影響力をもったと言われている。ただ鉄山経営は決して順風満帆ではなく、経営状態の悪化から文化13年（1816年）休業を広島藩に申請したが藩側から諭されて続行したということもあった。
嘉永6年（1853年）、広島藩内の鉄山業が藩営によって統率がとられることになったため、隅屋の鉄山業は終わった。
明治時代以降現在まで加計を名乗る。廃藩置県となったことで明治10年（1877年）藩営となっていた施設を返却されるものの、うまく行かなかったため明治12年（1879年）完全に鉄山業から撤退している。明治32年（1899年）個人経営の加計銀行を設立したものの、第一次大戦の戦後恐慌後に政府が進めた銀行合同政策の一環で大正15年（1926年）芸備銀行（現広島銀行）に吸収合併された。現在、加計家（隅屋）が経営している会社としては日新林業がある。

## 家業

### 鉄山
山県郡の製鉄遺構は、11世紀に操業していたとされる北広島町大矢遺跡が最古であり、つまり隅屋以前から鉄山業を行なわれていたことになる。『加計万乗』には、寛永19年（1642年）隅屋に鍛冶屋の存在が確認でき、貞享4年（1685年）戸河内村にあった広島藩営鈩を隅屋に譲渡されたことが書かれていることから、遅くとも貞享・元禄年間には隅屋は鈩・鍛冶屋双方を持つ鉄師となったと考えられている。広島藩が鉄師に鈩札・吹屋札・吹屋馬札などの営業札を与えて、それに対して鉄師が運上金を払うという方法で藩から管理・保護されていた。

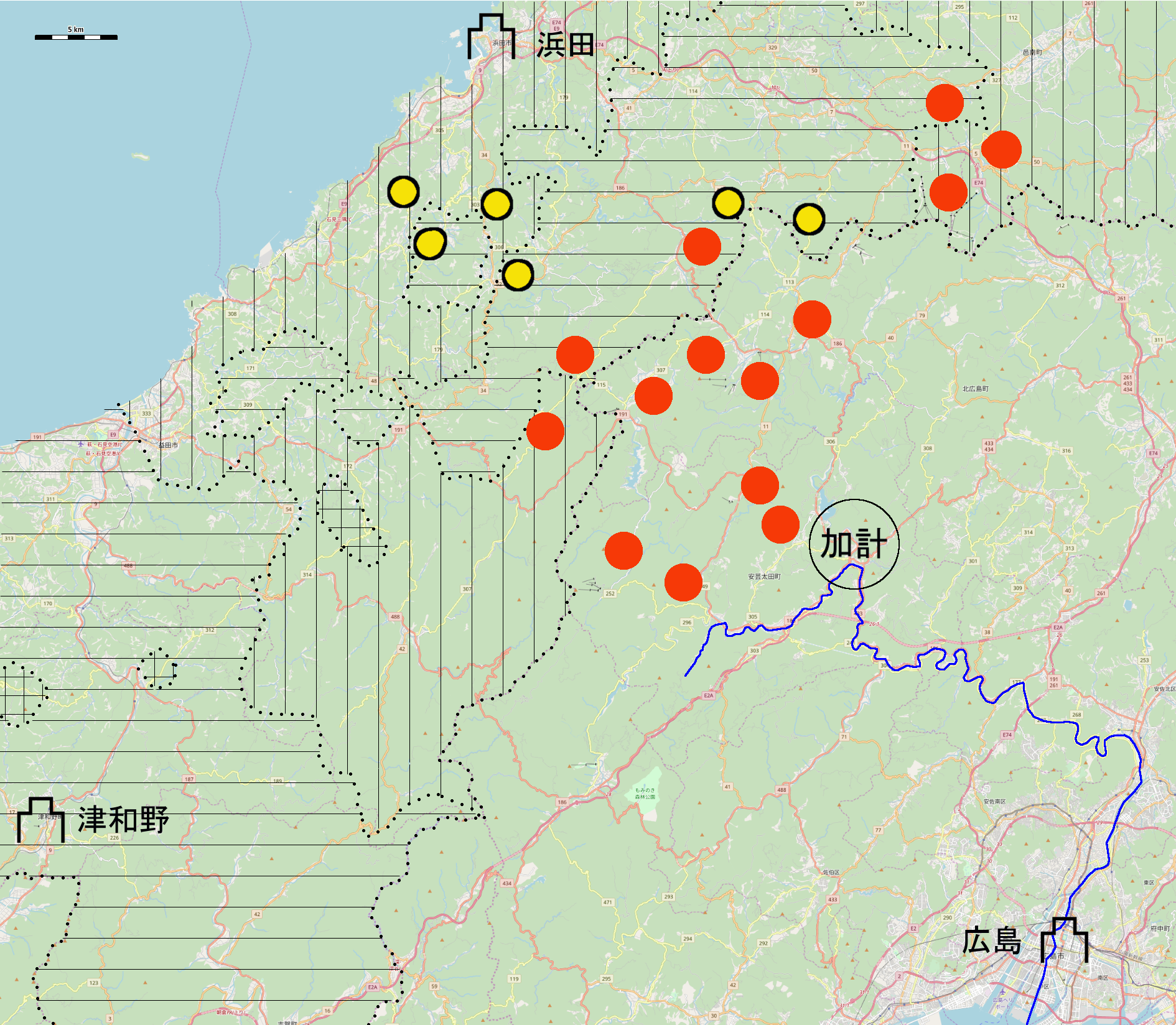
隅屋が鈩を置いていた地点（赤）と砂鉄を得ていた主な鉄穴（黄）。国境・藩境はあくまで参考程度。浜田城下と広島藩の間には津和野藩の飛地があった。

隅屋含めて山県郡内の鉄師は原料となる砂鉄を得るため、広島藩内にとどまらず国境を超えて石見国（島根県西部）に求めていった。その理由は、寛永5年（1628年）から広島藩では広島城の堀が埋まるのを防ぐ目的で太田川上流域である山県郡での鉄穴流しが禁止されたため、山陰側の砂鉄は山陽側と比べて良質であったため、浜田藩・津和野藩ともに管理・保護は弱かったため、である。具体的には井野・鍋石・大坪・雲月・都川（すべて現浜田市）、矢上（現邑南町）などから砂鉄が運び込まれている。鈩への物資輸送は「粉鉄7里に木炭3里」の範囲内で採算が取れるとされているが、加計から最も遠い井野（室谷）はそれ以上になるため、輸送コストより鉄の質の方を選択していたと推定されている。
隅屋での製鉄は、鈩でほぼズク（銑鉄）を生産しケラ（鉧）はほとんど生産せず、ズクを鍛冶屋で割鉄（錬鉄）にして出荷、という方法（銑押し法）が取られた。鈩は、奥出雲御三家の場合はほぼ同じ場所で操業していたが、隅屋はおおよそ10年単位で燃料となる木材を切り尽して他の場所へ移るという方法が取られた。そのままでは木材が枯渇するため森林経営も行っている。再び木が生え揃う60年後ぐらいに元の場所に戻って鈩を操業した例もある。鍛冶屋はほぼ鈩に併設する形で運営され、中には単独で運営された例もある。製鉄専属労働者が居住する地区を「山内」というが、隅屋の場合鈩が1軒・鍛冶屋が2軒操業した場合で山内に300人から400人ぐらいが住んでいた。これは当時の山県郡1村あたりの人口とほぼ同じぐらいになる。
なお山県郡の鈩・鍛冶屋の中心地は隅屋の居村の加計村ではなくその西隣の戸河内村（現安芸太田町）であり、隅屋は戸河内以外では、鈩は橋山・東西八幡（現北広島町）で、鍛冶屋は加計・橋山・雲耕・大暮・東八幡・川小田（加計が安芸太田町、その他が北広島町）で操業した。19世紀以降に石見でも鈩を操業し、ケラや鋼を重点的に作り出そうとしていた鈩もあり、のち石見の鉄師に売却した例もある。背景には、浜田・津和野藩ともに営業税を払えば誰でも参入できたことがある。

### 物流
中国山地産の鉄の一般的な流通は、中国山地の鉄師→地方の仲買→船問屋（西廻海運）→大阪鉄仲買→地方の仲買→鉄問屋→小鍛冶屋→消費者、である。隅屋の場合は、隅屋（→隅屋自前の輸送手段）→大阪鉄仲買→・・・・になる。
- 隅屋などの鉄師は牛馬を多く所有[補足 6]した[5][30]。鉄師はそれを村民に貸し出すのが習慣化しており、村民はそれを農耕用として更に農閑期には物資の陸上輸送に用い駄賃馬稼をした[5][31][30]。石見地方には中国山地の峠道を行き来して重い砂鉄や鉄製品を運んでいた馬子が歌っていた馬子唄が残っている[25]。

- 商品経済が伸びた18世紀以降、隅屋は陸路の新規開発を進めた[32]。新たに開発された鉄穴（鉄山）への道や北の石見側から鉄を運ぶため中国山地の山々を超える道を隅屋が整備している[32]。街道や脇街道など本来は藩が修築するべき道がだんだん民負担となっていったため、その整備にも隅屋など地方の有力者・豪農が行ったと推定されている[32]。
- 広島藩は太田川水運を重要視し船株数を固定化したため、川船は株仲間化し船株を持つためにはいわゆる営業税である船床銀を藩に納めなければならなかった[33][34]。この船株を隅屋は持っており[33]、川船で鉄を広島城下まで運んだ[31]。更に隅屋は大阪に鉄を運ぶため広島城下に海船を所有していた[10]。自前の船で運ぶ鉄師は全国的にも大手に限られていた[13]。

石見の中小規模の鉄師のいくつかも加計の他の川船に頼んで太田川から広島を中継し大阪に運ぶルートを採用している。こうした中で18世紀中頃には各地で鉄加工業が新たに発達し、加計から大阪へのの運搬の途中でそうした地でズクや割鉄そして金屎（鉄滓）が取引され、隅屋も19世紀ごろから広島地売りを始めている。そこから現在まで残る産業としては、安佐北区の可部鋳物、主に西区の広島針、福山市鞆（備後福山藩領）の船具がある。
加計は鉄以外のものも流通し、広島城下から船運、同藩内周辺地域や浜田藩領・津和野藩領そして幕府天領（銀山領）から陸運、と物資が集散し、村には市がたち（加計村市）商業拠点となった。可部から石見に抜ける石見広島街道を要人が通る際には、割庄屋など山県郡の重役を務めていた佐々木（隅屋）八右衛門が接待し送迎したという。

### 動向
右に『戸河内町史』内でまとめられている隅屋の鉄売捌数の動向を示す。この前後は正徳2年（1712年）藩による山県郡産の専売制が解かれ、嘉永6年（1853年）に隅屋の鉄山経営が藩営へ移っている、つまりこれは隅屋が自由売買できた期間での動向になる。
広島の鉄山業は江戸時代初期においては備後地方北部つまり広島藩とその支藩である三次藩領内が中心で、18世紀頃に隅屋がいた山県郡がそれに並ぶ規模になったという。隅屋では18世紀後半には大阪鉄問屋からの前借りがなくなり自己資金で運営できるようになった。最初の急落は田沼時代で、幕府が大阪に鉄座を設け専売制を始めたことが影響している。田沼政治後の寛政の改革で鉄座が廃止となったことで急回復した。その後大きく伸びたのは「高殿」という鈩における技術革新によって増産できるようになったためと考えられている。ただし、寛政12年（1800年）頃から鉄価格の下落傾向が続き、末期は広島藩内で深刻なインフレそして石見で良質の砂鉄が取れなくなった。こうした鉄山業の不安定さを理由に、文化13年（1816年）隅屋は休業を藩に申請したり、嘉永6年（1853年）藩営化による統率が取られた。
また佐々木家（隅屋）では、拡大していく鉄山経営の中で土地集積が進んだことで農業・土地経営、そして木材確保のために山林経営、加えて金融業と、鉄山業を中心に経営していた中で結果的に多角経営化しその規模を広げていたが、幕末には鉄山経営の不振から経営再建のため田畑山林を売り払い大きく減らした。

### その他
広島藩には「為替米」制度というものがあった。これは、村が年貢米を藩ではなく鉄師に納め、鉄師がその代金を藩に納めるという制度である。村側からすると年貢の付課税分は鉄師が藩に払うため負担が少なく、鉄師側からするとたたら製鉄に従事する労働者のための飯が確保でき、藩側からすると米を領内に留め年貢相当の金を得ることができる。当時、山深い地にある山県郡は米は育つものの小麦が育たず木綿・大豆などはあまりできなかった環境下で、為替米として鉄師に納め、農閑期にはたたら製鉄に関わる仕事で駄賃稼ぎを行うなど、山県郡の農村にとってもたたら製鉄は重要な存在だった。
また為替米制度があったため広島藩では太田川水運での米の運搬は禁止されており、代わりに藩の御用荷物や、木材・薪・炭・紙・苧（太田苧）などの商品産物が運ばれた。この山県郡で生産され広島城下に運ばれていった商品産物の一つとして、たたらで生まれた鉄を用いて作られた針がある。広島針は広島城下で作られていたが、当時の生産量としては山県郡の方が多かったという。当時郡内に針金鍛冶屋が11軒あり、そのうち6軒が新庄（現北広島町）にあり、郡の割庄屋でもあった佐々木家（隅屋）がそれらの総取締を行っていた。
更に佐々木家（隅屋）は酒造業も行っていた。酒造統制の中で延宝6年（1678年）酒株を買い取ったことで酒造業を始め、広島藩による醸造調整や株仲間の販売協定がありつつも順調に造石高を増やしていった。

## 文化
隅屋が所有していたたたら製鉄に関する文章や史料、山県郡を中心とした地方史料は「加計隅屋文書」として広島大学に寄贈されている。約5千点以上あり、日本の鉱山史において重要な資料である。また現在加計家（隅屋）が所有しているものもある。以下隅屋の活動の中で生まれた代表的な文化財を挙げる
紙本著色隅屋鉄山絵巻
広島県指定重要文化財。江戸時代後期狩野派佐々木古仙斉が描いたものと推定されている。高殿たたらでの生産の様子を描いた絵巻と鍛冶場を描いた絵巻の二巻からになり、最後のほうがたたら製鉄で用いた道具類が描かれている。写実的であり、当時のたたら製鉄の様子を正確に描いたものとして学術的にも貴重な資料である。
水ヶ迫鑪所図絵
もう一つのたたら製鉄に関する絵で、同様に古仙斉作と推定されている。島根県邑南町瑞穂ハイランド近くにあった水ヶ迫たたらを描いたもので、石見地方のたたらの様子がわかる貴重な資料である。
吉水園
広島県指定名勝。16代当主佐々木正任が建設した山荘。現在の形は藩邸縮景園を手がけた京都庭師清水七郎右衛門による改修で形成された。回遊式庭園で中央に「玉壺池」、北端の山沿いにあずまや「吉水亭」を配し、金屋子神社から勧請し金屋子神を祀る金屋子社もある。園内に生息しているモリアオガエルは県指定の天然記念物。
松落葉集
15代当主佐々木正封が編纂し、16代正任が安永元年（1772年）発行した書。加計村を中心とした山県郡内の景勝53ヶ所の画に漢詩・和歌・狂歌・発句を加えたもの。
歴史上最初に三段峡を紹介した書であり、この序文に蜀の三峨・三峡に似ていると記されている。その文を見て熊南峰が三段峡と命名した。
夏目漱石と鈴木三重吉関連
22代当主加計正文は漱石門下であり、同じく漱石門下の三重吉の友人であった。2人との手紙も残されている。
中でも珍しいのが、漱石の談話と三重吉による『潮来節』が吹き込まれたろう管レコードである。ただし劣化のため現在は聞くことができない。
漱石の小説『それから』の主人公・代助の友人の但馬町長のモデルが正文であると言われている。三重吉の小説『山彦』は、三重吉が親友の正文を訪ね加計家の吉水園に滞在したときに構想を練って出来上がった。
日新林業加計出張所
国の登録有形文化財。大正10年（1921年）建築の旧加計銀行/旧芸備銀行加計支店。一見2階建に見えるが庇がついているだけで実際は木造平屋建。

## 人物
歴代当主は代々八右衛門を襲名する。本姓は佐々木、明治以降名字に加計を名乗る。名跡は、古くは隅屋（佐々木）八右衛門、現在が加計八右衛門になる。資料によっては加計家・佐々木家・隅屋佐々木家・加計佐々木家など、加計・佐々木・隅屋・八右衛門で表記が混在している。以下、歴代当主あるいはそれに近い人物を示す。
- 佐々木富貴丸五郎[4]
- 佐々木久盛[3]
- 佐々木正信[3]
- 佐々木正封 15代[47]
- 佐々木正任 16代[4] ‐ 吉水園造園
- 佐々木正一 17代[4]
- 加計正文 22代[1][53]
- 加計慎太郎[53] 23代
- 加計正弘 24代[1][53]

## 備考

### 加計の由来
安芸太田町加計という地名の由来は「懸」である。『芸藩通志』の加計の項に元々は懸の字が用いられていたことが書かれており、懸とは崖、そして岸や浜に降りる段を意味する。加計には太田川が流れ、地区の中心部で急激に流路が曲がっておりそれで土地が削れ崖ができていた。
また交通の要地であったことから「船かけ」が由来であるとする説もある。加計家（隅屋）の屋号あるいは氏から加計の地名がつけられたとする風説があるが、隅屋の本姓は佐々木であるためその説は違う。

### 環境
国土交通省『太田川水系河川整備計画』では鉄穴流しが広島デルタ形成の要因の一つと推定しているが、時期は広島城築城の頃1500年代後半までに現在の平和大通り付近まで形成されたものとしている（つまり隅屋が鉄山業を始める前）。また広島藩では太田川流域での鉄穴流しを寛永5年（1628年）つまり江戸時代初期から禁止し藩政時代を通じてほぼ許可しなかった。そのため江戸・明治時代にたたら製鉄が原因で土砂流出した量としては鉄穴通しが認められていた出雲と比べてかなり少ないものと推定されている。鉄穴流しによる土砂被害を受けた下流側と加害者である上流側との間での住民訴訟「濁水紛争」は中国地方各地であったが、太田川水系ではその記録はない。広島市が公表する歴史では、広島城の南方は広島藩の干拓事業によって形成されたものとしている。

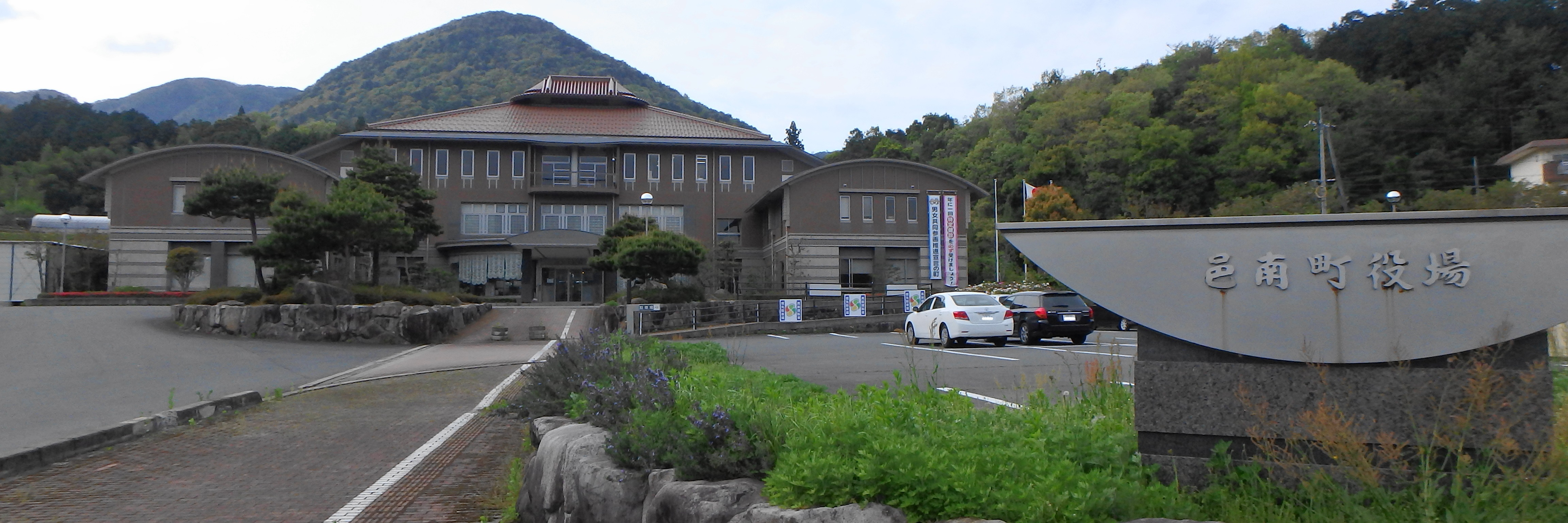
於保知盆地内にある邑南町役場。周辺の山は鉄穴流しによって元の形を残していない。

鉄穴流しによって地形が変わり、かつ生産された砂鉄が周辺の鉄師だけでなく加計にも運ばれた例としては、邑南町の於保知盆地（矢上盆地）が挙げられる。日本刀の原料として最高級品であった「出羽鋼」の産地であり、すべてが隅屋に起因するものではない。同様の例として、浜田市の都川の棚田・室谷の棚田がある。この2つは鉄穴流しによって流出した土砂を農地として整備した「鉄穴流し込み田」であり、日本の棚田百選に選ばれている。
『もののけ姫』は中世が舞台とされているが、実際のたたら製鉄は中世末期から近世に活発化した製造法である。映画の描写にも現実のたたら製鉄と異なる部分が多々ある。